# Naila Ramera
Naila Ramera (Milano, 26 maggio 1987) è una calciatrice italiana, centrocampista svincolata.

## Biografia
Nata a Milano, ma risiede a Berlingo.

## Tecnica
Benché con le gialloblu veronesi ricopra il ruolo di centrocampista, nelle precedenti società ha giocato anche nel ruolo di attaccante.

## Carriera
Ramera si appassiona al calcio già in giovanissima età, giocando nella squadra dell'oratorio della cittadina dove risiedeva quindi, all'età di dodici anni, inizia ufficialmente a giocare a calcio a 7 con i maschietti nelle giovanili dell'AC Erbusco, società calcistica dell'omonima cittadina del bresciano.
Nel 2002 viene contattata dal Franciacorta, società di calcio femminile che in quel momento milita in Serie D. Ramera rimase per due stagioni conquistando il passaggio alla Serie C e raggiungendo il 4º posto nella stagione 2003-2004, fino a che non venne notata dagli osservatori dell'Atalanta neopromossa alla Serie A2. Con le nerazzurre di Almenno San Salvatore alla sua prima stagione (2004-2005) ottiene la promozione alla Serie A, tuttavia l'Atalanta non riuscì a competere con le più competitive società del momento ed al termine del campionato 2005-2006 viene formalmente retrocessa benché in seguito riammessa al campionato di vertice.
Nell'estate 2006 Ramera si propone al Fiammamonza neocampione d'Italia riuscendo a sottoscrivere un contratto con le biancorosse. Con la società monzese raggiunge il suo primo trofeo di club conquistando l'edizione del 2006 della Supercoppa.
Al termine del campionato decide di tornare all'Atalanta. Negli anni successivi cambiò più volte società, giocando, tra Serie A e Serie A2, anche una stagione nel Brescia ed una nell'Inter, fino a sottoscrivere, nel 2013, un contratto con l'AGSM Verona.
Alla sua seconda stagione con la maglia gialloblu, la 2014-2015, contribuisce a far raggiungere alla società posizioni di vertice nella classifica fin dalle prime giornate, ed al termine del campionato conquista il suo primo scudetto personale e il titolo di campione d'Italia.

## Palmarès

### Club
- Campionato italiano: 1

AGSM Verona: 2014-2015
- Campionato di Serie C: 1

Franciacorta: 2003-2004
- Campionato italiano di Serie A2: 1

Atalanta: 2004-2005
- Supercoppa italiana: 1

Fiammamonza: 2006

### Giovanili
- Torneo delle Regioni: 1

Rappresentativa Lombardia di Serie C: 2004